# West Nottingham Township
West Nottingham Township est un township, situé au sud-ouest du comté de Chester, aux États-Unis,. En 2010, il comptait une population de 2 722 habitants.

## Démographie
Lors du recensement de 2010, le township comptait une population de 2 722 habitants. Elle est également estimée, en 2016, à 2 685 habitants.

### Source de la traduction
- (en) Cet article est partiellement ou en totalité issu de l’article de Wikipédia en anglais intitulé « West Nottingham Township, Chester County, Pennsylvania » (voir la liste des auteurs).